# Dadaizm

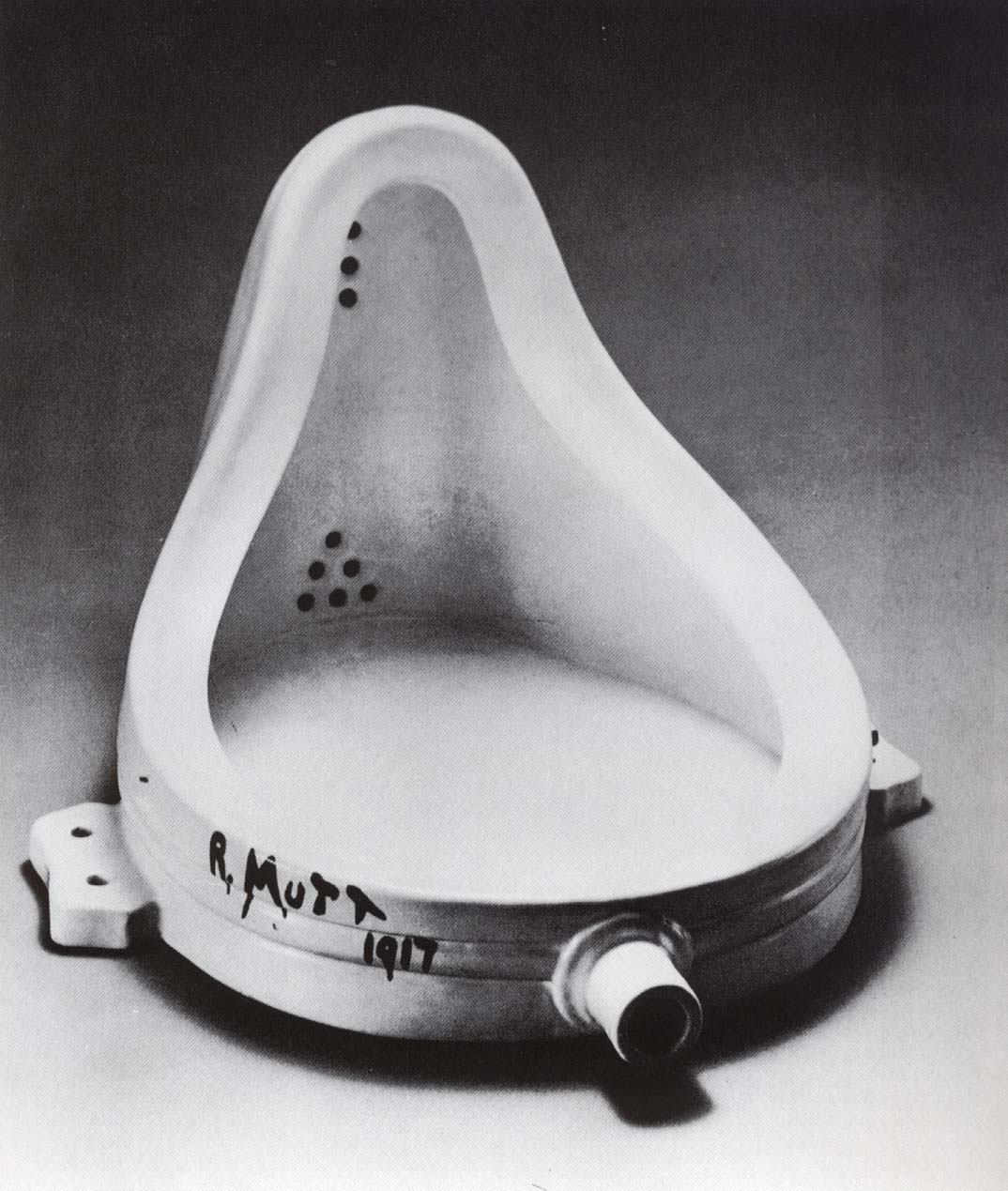
M. Duchamp, Fontanna, 1917

Dadaizm (dada) – międzynarodowy ruch artystyczno-literacki w sztuce XX wieku, którego głównymi hasłami były dowolność wyrazu artystycznego, zerwanie z wszelką tradycją i swoboda twórcza odrzucająca istniejące kanony. Jego członkowie, będący świadkami I wojny światowej, w poczuciu rozpadu cywilizacji negowali powszechnie przyjęte ideały estetyczne i wartości. Nie wytworzyli jednolitego stylu czy programu, które spójnie łączyłyby ich dzieła – jednoczyła ich raczej wspólna postawa niż styl. 
Ruch ukształtował się w Europie i Stanach Zjednoczonych ok. 1915. W Zurychu artyści tego nurtu skupieni byli wokół poety Tristana Tzary i malarza Hansa Arpa. W USA działali m.in. Marcel Duchamp, Man Ray i Francis Picabia. Po zakończeniu wojny głównym ośrodkiem ruchu stał się Paryż, ale działały także inne, takie jak: Berlin, Kolonia i Hanower. Koniec dadaizmu przypadł na początek lat 20. XX w.
Dadaiści posługiwali się absurdem, zabawą, dowcipem. Rzadko wykorzystywali tradycyjne gatunki, takie jak malarstwo, rzeźba i grafika w ich czystej postaci, od których ważniejsza była inwencja. Charakterystyczne było łączenie różnych technik i tworzenie nowych. Duchamp w swoich ready-made do rangi sztuki podnosił zwykłe przedmioty, takie jak pisuar (Fontanna, 1917). Inni artyści tworzyli obrazy abstrakcyjne, kolaże (przejęte od kubistów), fotomontaże (np. Cięcie nożem kuchennym dada przez ostatnią weimarską, spasioną piwem epokę kulturalną Niemiec) i inne dzieła, wymykające się tradycyjnym klasyfikacjom (np. Podarunek Raya – żelazko zaopatrzone w gwoździe). Tworzyli absurdalne teksty i fonetyczne wiersze. 
Znaczenie dadaistów polegało na przesunięciu granic sztuki i umożliwieniu artystom swobody wypowiedzi. Odegrali także rolę w odrzuceniu tradycyjnie pojmowanej sztuki i estetyki, za dzieła uznając przedmioty codziennego użytku, wytwory przypadku czy wręcz śmieci. Na ruinach dadaizmu wyrósł surrealizm, po części tworzony przez tych samych artystów.

## Nazwa
Słowo dada jako nazwa ruchu pojawiło się po raz pierwszy w Zurychu, jednak ani jego autorstwo, ani pochodzenie nie są jasne. Według jednego z przekazów dadaizm wziął się od francuskiego słowa dada, które mieli wybrać na chybił trafił ze słownika niemiecko-francuskiego Hugo Ball i Richard Huelsenbeck (ten drugi napisał później: Weźmy słowo dada – powiedziałem – ono jest jakby stworzone dla naszych celów. Pierwszy dźwięk dziecka wyraża to, co prymitywne, zaczynanie od zera, nowe w naszej sztuce). Zgodnie z inną wersją słowo to miał znaleźć Tristan Tzara w słowniku Larousse'a. 
Także znaczenie tego słowa nie jest jednoznaczne – dada mówią we Francji dzieci na konia, ale także dada to w języku francuskim synonim słowa hobby. Ponadto da, da to w języku rumuńskim tak, tak  (także w bułgarskim i rosyjskim)
Według jeszcze innej wersji taka nazwa została przyjęta, ponieważ nic nie oznaczała. Jak pisał Georges Ribemont-Dessaignes, jeden z dadaistów, nazwa ta nie znaczy nic, nie pragnie nic znaczyć i została przyjęta właśnie z powodu owej nicości.

## Historia
Narodziny dadaizmu dokonały się niezależnie w kilku ośrodkach – Zurychu, Nowym Jorku i Paryżu. Później dadaiści działali również na terenie Niemiec.
W Zurychu związany był z literacko-artystycznym klubem Cabaret Voltaire, otwartym 5 lutego 1916 przez Hugo Balla. W kabarecie, oprócz Balla, działali Richard Huelsenbeck, Hans Arp, Hans Richter i Rumuni: poeta Tristan Tzara, malarz Marcel Janco, Georges Janco (neutralna Szwajcaria stanowiła w czasie I wojny światowej schronienie dla wielu intelektualistów i artystów). W kabarecie prezentowali odczyty, organizowali koncerty i wystawy. W 1917 otworzyli Galerie Dada i zaczęli wydawanie pisma "Dada". To właśnie w Zurychu pojawiła się nazwa dada, którą następnie przejęły inne ośrodki. Przyjazd Francisa Picabii do Zurychu w 1918 wpłynął na zradykalizowanie się poglądów artystów, które do tej pory były raczej umiarkowane. Picabia współredagował trzeci numer pisma "Dada", w którym Tzara zamieścił manifest grupy. Pisał: Nie uznajemy żadnej teorii. Dość już mamy akademii kubistycznych i futurystycznych: laboratoriów idei formalnych [...] Dla twórcy dzieło nie ma przyczyny ani teoretycznych założeń. Poglądy członków grupy zuryskiej nie były jednak oparte tylko na negacji – część z nich chciała tworzyć nowe środki wyrazu i nową sztukę. Marcel Janco napisał: Dla nas Dada już od dawna miało sens konstruktywny.
W drugim ośrodku, Nowym Jorku, od 1915 działali Francuzi Marcel Duchamp i Francis Picabia oraz Amerykanin Man Ray, skupieni wokół Alfreda Stieglitza i wydawanego przez niego pisma "291". Ich działalność opierała się na humorze, ironii, chęci wywołaniu skandalu, zanegowaniu dzieła sztuki w jego tradycyjnym rozumieniu. 
Artyści z trzeciego ośrodka, Paryża, skupiali się głównie na działaniach o charakterze literackim. André Breton, Louis Aragon czy Paul Éluard początkowo nie formułowali stricte dadaistycznych poglądów, ale zmienił to przyjazd Picabii i Tzary w 1919. Pod ich wpływem paryscy dadaiści przyjęli postawę totalnej negacji i zaczęli organizować prowokacyjne spektakle. Wydali po jednym numerze "Bulletin Dada" i "Dadaphone".
Dadaiści aktywni byli także po wojnie na terenie Niemiec, przy czym ich działalność miał najsilniej polityczny podtekst. Grupa berlińska (1918-1920) została założona przez Richarda Huelsenbecka, a związani z nią byli także m.in. Johannes Baader, Raoul Hausmann, Otto Dix i George Grosz. W Kolonii powstała grupa "Stupid", działali Johannes Baargeld oraz Ernst i Arp, którzy przyjechali tu z Zurychu. Ci trzej ostatni w 1920 zorganizowali w piwiarni Wintera wystawę, do której należało dojść przez toalety. Widzów witała dziewczynka w stroju komunijnym, recytująca nieprzyzwoite wiersze. Na wystawie pokazano dzieła m.in. Ernsta i Baargelda. Ekspozycja została zamknięta ze względu na podejrzenie o pornografię, ale za podejrzaną o obrazę moralności uznano tylko grafikę Dürera z Adamem i Ewą. Wszczęto też śledztwo za bezprawne pobieranie opłaty, jako że wystawa ta w niczym nie przypominała tradycyjnych wystaw. Grupa z Kolonii rozpadła się po wyjeździe w 1922 Ernsta do Paryża. Natomiast w Hanowerze głównym twórcą był Kurt Schwitters, autor kolaży zwanych Merz.

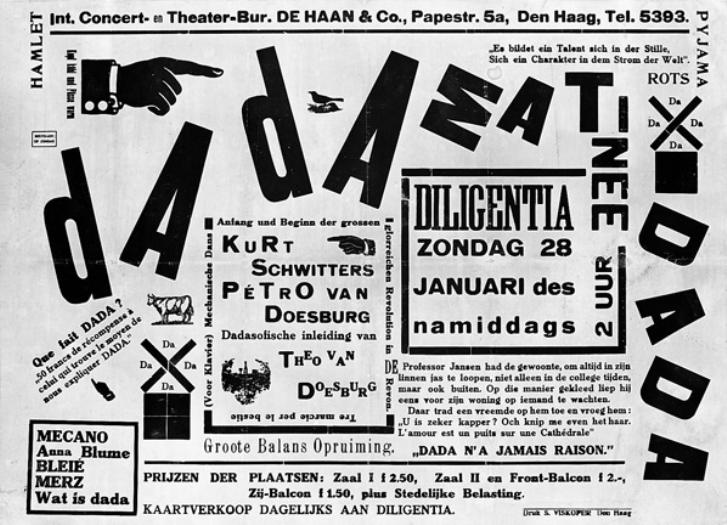
T. van Doesburg, plakat Dada Matinée, 1923

Tendencje dadaistyczne pojawiały się także w innych ośrodkach. Na teren Holandii idee dadaizmu chciał przenieść, pod wpływem Schwittersa, Theo van Doesburg. Od 1922 wydawał pismo "Mecano", a w 1923 opublikował broszurę Wat is dada?. Po 1918 tendencje takie pojawiły się też we Włoszech, Czechosłowacji, Jugosławii i Hiszpanii.
W latach 20. w kręgu dadaistów pojawiły się pęknięcia. Tzara odmówił udziału w organizowanych przez Bretona wydarzeniach: farsowym procesie nad Maurice'em Barrèsem i planowanym w 1922 międzynarodowym zjeździe artystów i intelektualistów. Dwa lata później Breton opublikował Manifeste du surréalisme (Manifest surrealizmu) i tym samym skupiona wokół niego grupa dadaistów zaczęła tworzyć nowy ruch, zwany surrealizmem.

## Cele i działalność
Dadaiści nie wytworzyli jednolitego stylu czy programu. Jak stwierdził Breton, dadaizm jest stanem umysłu, a więc bardziej postawą i poglądem na świat niż stylem. Jednym z łączących artystów poglądów była negacja uznanych wartości, a co za tym idzie sprzeciw wobec wojny i wzniosłych idei, w imię których ginęły miliony ludzi. Richard Huelsenbeck pisał: Nikt z nas nie cenił zbytnio rodzaju odwagi, jakiej trzeba, by dać się zastrzelić w imię idei narodu, który w najlepszym wypadku jest kartelem handlarzy futer i spekulantów skórą, a w najgorszym – kulturalnym stowarzyszeniem psychopatów, którzy, jak na przykład, Niemcy, maszerują z tomem Goethego w plecaku i nakłuwają na swoje bagnety Francuzów i Rosjan. Mimo łączących dadaistów poglądów, poszczególni twórcy tego kręgu podążali własną drogą. Zależało to od miejsca, w którym tworzyli, ale nie tylko. Jedni bowiem, tacy jak Arp, odrzucony model sztuki tradycyjnej chcieli zastąpić nowym, a inni (Tzara, Picabia), dążyli wyłącznie do destrukcji. 
Dadaiści negowali także tradycyjne środki wyrazu w sztuce i tradycyjne gatunki, którymi posługiwali się dotychczas artyści. Duchamp i Picabia głosili hasło "antymalarstwa". Także z Duchampem związane są obiekty zwane ready-made, czyli produkowane seryjnie zwykłe przedmioty codziennego użytku, które artysta podnosił do godności dzieła sztuki dzięki dokonaniu przez siebie wyboru. Pisał: Chcę bardzo wyraźnie podkreślić, że wyboru tych ready-mades nigdy nie dyktowała mi uciecha estetyczna. W 1914 roku zaprezentował pierwszy ready-made, czyli suszarkę do butelek. Po niej następowały m.in. wieszak na kapelusze, szufla do śniegu i wreszcie pisuar, zatytułowany Fontanna, który w 1917 Duchamp wysłał na nowojorską wystawę Independent Show pod pseudonimem R. Mutt (było to nazwisko producenta urządzeń sanitarnych), ale ku jego oburzeniu obiekt nie został przyjęty na ekspozycję. Duchamp proponował także odwrócenie idei ready-made i wykorzystanie obrazu Rembrandta jako deski do prasowania. Ponadto na reprodukcji portretu Mony Lisy domalował wąsy i brodę i całość podpisał L.H.O.O.Q, co po francusku można odczytać jako Elle a chaud au cul, czyli Ona ma gorący tyłek. Schwitters twierdził wręcz, że wszystko, co artysta wypluje, jest sztuką. Dadaiści nad tworzenie dzieł sztuki przedkładali gesty, takie jak wspomniane wysłanie pisuaru na wystawę czy wyzwanie do walki przez Arthura Cravana mistrza bokserskiego Jacka Johnsona.
Wspomniany Arp tworzył sztukę abstrakcyjną, wykorzystując w swoich kolażach, haftach, reliefach i rzeźbach proste, płynne formy. Tworzył też teksty, zapowiadające późniejszy automatyzm surrealistów (np. zdania z przypadkowo wybranych z gazety słów albo dzieło z posklejanych fragmentów potarganego rysunku). Picabia natomiast uprawiał malarstwo figuratywne, przedstawiające zestawienia kół zębatych i innych elementów urządzeń o absurdalnych tytułach. Absurd był często wykorzystywany przez dadaistów, np. przez Man Raya w kompozycji Podarunek, będącej żelazkiem z gwoździami. Ten sam artysta tworzył także tzw. aerografy, malowane rozpyloną farbą oraz rayogramy. Schwitters do rangi sztuki podnosił śmieci, tworzące kompozycje zwane Merz (od przypadkowo znalezionej nazwy Privat und KoMERZbank). Tzw. Merzbilder były przestrzennymi reliefami, łączącymi malarstwo i przypadkowe śmieci; Merzbau było przestrzenną konstrukcją.
Ball był autorem fonetycznego wiersza, brzmiącego: gadji beri bimba glandridi... itd., który odczytał podczas jednego z wieczorów w Galerie Dada, ubrany w rulon z tektury. Również Schwitters stworzył fonetyczny wiersz zatytułowany Lautsonate.

## Wybrani dadaiści
- Hans Arp (1886–1966), Niemcy, Szwajcaria
- Johannes Theodor Baargeld (1892–1927), Niemcy
- Johannes Baader (1875–1955), Niemcy
- Hugo Ball (1886–1927), Szwajcaria
- Otto Dix (1891–1969), Niemcy
- Marcel Duchamp (1887–1968), Francja i USA
- Max Ernst (1891–1976), Niemcy i USA
- Elsa von Freytag-Loringhoven (1874–1927), Niemcy i USA
- George Grosz (1893–1959), Niemcy i USA
- Julius Evola (1898-1974), Włochy
- Raoul Hausmann (1886–1971), Niemcy (Berlin)
- John Heartfield (1891–1968), Niemcy
- Emmy Hennings (1885-1948), Niemcy i Szwajcaria
- Hannah Höch (1889–1978), Niemcy
- Richard Huelsenbeck, (1892–1974), Szwajcaria i Niemcy
- Marcel Janco (1895–1984), Szwajcaria
- Paul van Ostaijen (1896–1928), Belgia
- Francis Picabia (1879–1953), Francja
- Man Ray (1890–1976), USA, Francja
- Hans Richter (1880–1976), Niemcy i USA
- Kurt Schwitters (1887–1948), Niemcy (Hannover) i Anglia („Merzkunst“)
- Walter Serner (1889–1942), Włochy, Francja, Szwajcaria
- Sophie Taeuber-Arp (1889-1943), Niemcy, Szwajcaria i Francja
- Tristan Tzara (1896–1963), Szwajcaria, Francja
- Melchior Vischer (1895-1975), Czechosłowacja, Niemcy